# Vlasta Voborská-Slavická
Vlasta Voborská-Slavická (rozená Voborská, 24. března 1911 Jindřichův Hradec – 24. května 2004 Praha) byla česká rozhlasová hlasatelka a redaktorka československého Radiojournalu, hudebnice a pěvkyně. Byla manželkou hudebního skladatele Klementa Slavického a matkou hudebníka Milana Slavického. Vedle např. Zdenky Wallo či Marie Magdaleny Tomanové byla jednou z prvních československých rozhlasových hlasatelek.

## Život

### Mládí
Narodila se v Jindřichově Hradci v muzikální rodině učitele hudby Karla Voborského, původem z Tábora, místního ředitele kůru (regenschori) proboštského kostela a profesora hudební výchovy na jindřichohradeckém gymnáziu a jiných středních školách. Vlastnil zde také hudební školu, řídil studentský sbor a orchestr, dirigoval hradecké amatérské i chrámové sbory a orchestry. K hudbě vedl i své dcery, při domácímu „muzicírování“ se u Voborských hrála tria, kvarteta a čtyřručně na klavír. Vlasta vystudovala Čs. státní gymnázium v Jindřichově Hradci, kde odmaturovala roku 1931. Následně nastoupila ke studiu oboru moderní filologie (čeština – francouzština) na Filosofické fakultě Univerzity Karlovy v Praze, kde promovala v roce 1936.

### Rozhlas
Téhož roku pak byla přijata jako do pražského Radiojournalu, hlavní vysílací stanice v zemi, založené roku 1923 Eduardem Svobodou, Milošem Čtrnáctým a pozdějším dlouholetým ředitelem Ladislavem Šourkem, jako výpomocná redaktorka a hlasatelka, mj. nově zřízeného zahraničního vysílání. Od roku 1938 dostala definitivu, jako třetí profesionální hlasatelka Radiojournalu.
Koncem 30. let se zde seznámila se skladatelem vážné hudby Klementa Slavickým, který pracoval v rozhlase jako hudební režisér. Ve 30. letech uskutečnil Čs. rozhlas – Radiojournal také několik přímých přenosů z jindřichohradeckého proboštského kostela, kde při nedělních mších a při liturgických svátcích zazněly duchovní skladby Kamila Voborského pod jeho řízením.

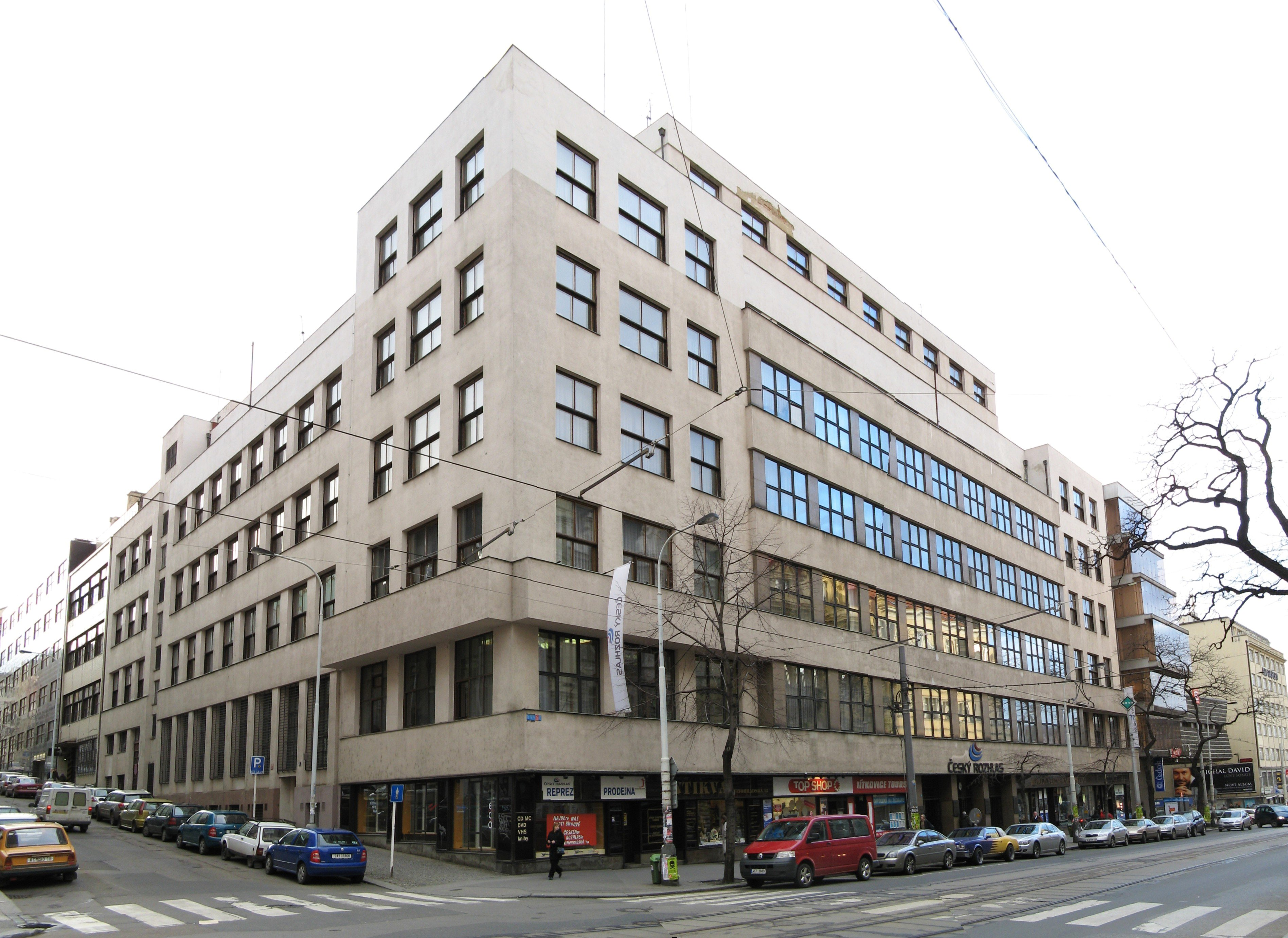
Hlavní budova někdejšího Radiojournalu v Praze ve Vinohradské ulici

### Po roce 1939
Od období zřízení tzv. druhé republiky roku 1938 a následného vzniku Protektorátu Čechy a Morava 15. března 1939 bylo vysílání Čs. rozhlasu pod vlivem politiky a propagandy nacistického Německa. V říjnu 1941 dostala Voborská okamžitou výpověď z rozhlasu poté, co odmítla přečíst zprávu o rozsudku smrti pro 250 lidí po nástupu Reinharda Heydricha na místo říšského protektora. Po opakované výzvě text přečetla neprofesionálně. Propuštěna byla bez jakékoli finanční náhrady. Až do konce války byla pak zaměstnána jako úřednice ve firmě prodávající čaj.
Roku 1943 se provdala za Klementa Slavického a začala užívat příjmení Voborská-Slavická. Společně žili na Vinohradech, v bytě po bratrovi klavíristy Rudolfa Firkušného.

### Po roce 1948
Po konci války byla do rozhlasu opětovně přijata a obdržela peněžní kompenzaci. Kvůli těžkému operativnímu porodu roku 1947, dlouhé rekonvalescenci a nutnosti se starat o děti podala pak roku 1948 výpověď. Zpět sem již nenastoupila, mj. z politických důvodů. Manžel byl z rozhlasu pro antikomunistické postoje propuštěn roku 1951.Roku byl oceněn v roce 1985 zlatou medailí OSN za své dílo – 4. symfoniettu „Pax hominibus in universo orbi“. Zemřel roku 1999.

### Úmrtí
Vlasta Voborská-Slavická zemřela roku 2004 v Praze. Byla pohřbena v rodinném hrobě na Vinohradském hřbitově, spolu se svým manželem.

### Rodinný život
Byla vdaná za hudebního skladatele Klementa Slavického, pocházejícího z Tovačova. Syn, prof. PhDr. Milan Slavický (7. 5. 1947 – 18. 8. 2009) , byl hudební pedagog, skladatel, režisér a publicista. Vnuky, syny Milana Slavického, jsou muzikolog PhDr. Tomáš Slavický, Ph.D. a kurátor akustických sbírek Národního technického muzea Martin Slavický.